# Inhibidor de la recaptación de dopamina

Estructura molecular de la Dopamina.

Los inhibidores selectivos de la recaptación de dopamina o inhibidores de la recaptura de la dopamina son fármacos antidepresivos que actúan inhibiendo la recaptación de la dopamina extracelular, es decir, el retorno de la dopamina a la célula presináptica por medio del bloqueo del transportador de la dopamina, una proteína que atraviesa la membrana celular. Estos inhibidores de la recaptación de dopamina permiten que la dopamina permanezca en el espacio sináptico por más tiempo, activando los receptores dopaminérgicos por un período más largo y normalizando los sentimientos y sensaciones de euforia, ira, adicción, amor, placer y orgasmo. 
- Datos: Q5916196